# Спортивна гімнастика на літніх Олімпійських іграх 2020 — вільні вправи (чоловіки)
Змагання зі спортивної гімнастики у вільних вправах серед чоловіків на літніх Олімпійських іграх 2020 відбулися 1 серпня 2021 року в Гімнастичному центрі Аріаке. 

## Передісторія
Це була 25-та поява цієї дисципліни на Олімпійських іграх. Її проводили щоразу, коли були змагання в окремих вправах. Їх не було в 1900, 1908, 1912 і 1920 роках.

## Формат змагань
Гімнасти, що посіли перші 8 місць у цій вправі у кваліфікаційному раунді (але щонайбільше 2 від НОК) виходять до фіналу. У фіналі гімнаст знову має виконати вправу на коні, а оцінки кваліфікаційного раунду не враховуються.

## Розклад
Змагання відбуваються впродовж двох окремих днів.
Вказано Японський стандартний час (UTC+9)
| Дата                  | Час               | Раунд                 |
| --------------------- | ----------------- | --------------------- |
| Субота, 24 липня 2021 | 10:00 14:30 19:30 | Кваліфікаційний раунд |
| Неділя, 1 серпня 2021 | 17:00             | Фінал                 |

## Результати

### Кваліфікація
| Місце | Гімнаст                             | Країна | Оц. скл. | Оц. вик. | Штр.   | Загалом | Qual. |
| ----- | ----------------------------------- | ------ | -------- | -------- | ------ | ------- | ----- |
| 1     | Артем Долгопят (ISR)                | 6.6    | 8.600    |          | 15.200 | Q       |       |
| 2     | Нагорний Микита Володимирович (ROC) | 6.2    | 8.866    |          | 15.066 | Q       |       |
| 3     | Ryu Sung-hyun (KOR)                 | 6.9    | 8.166    |          | 15.066 | Q       |       |
| 4     | Райдейлей Сапата (ESP)              | 6.5    | 8.541    |          | 15.041 | Q       |       |
| 5     | Кім Хан Сол (KOR)                   | 6.5    | 8.400    |          | 14.900 | Q       |       |
| 6     | Юл Молдауер (USA)                   | 5.8    | 9.066    |          | 14.866 | Q       |       |
| 7     | Сяо Жотен (CHN)                     | 6.2    | 8.666    |          | 14.866 | Q       |       |
| 8     | Мілад Карімі (KAZ)                  | 6.4    | 8.366    |          | 14.766 | Q       |       |
| 9     | Шейн Віскус (USA)                   | 6.0    | 8.733    |          | 14.733 | R1      |       |
| 10    | Дайкі Гашимото (JPN)                | 6.2    | 8.600    | 0.100    | 14.700 | R2      |       |
| 11    | Такеру Кітазоно (JPN)               | 6.2    | 8.466    |          | 14.666 | R3      |       |

Резервісти
Резервісти на фінал у вільних вправах серед чоловіків:
1. Шейн Віскус (USA)
2. Дайкі Гашимото (JPN)
3. Такеру Кітазоно (JPN)

### Фінал
| Місце | Гімнаст                             | Оц. скл. | Оц. вик. | Штр.  | Загалом |
| ----- | ----------------------------------- | -------- | -------- | ----- | ------- |
| 1     | Артем Долгопят (ISR)                | 6.6      | 8.433    | 0.100 | 14.933  |
| 2     | Райдейлей Сапата (ESP)              | 6.5      | 8.433    |       | 14.933  |
| 3     | Сяо Жотен (CHN)                     | 6.2      | 8.566    |       | 14.766  |
| 4     | Ryu Sung-hyun (KOR)                 | 7.0      | 7.533    | 0.300 | 14.233  |
| 5     | Мілад Карімі (KAZ)                  | 6.4      | 8.033    | 0.300 | 14.133  |
| 6     | Юл Молдауер (USA)                   | 5.4      | 8.133    |       | 13.533  |
| 7     | Нагорний Микита Володимирович (ROC) | 6.4      | 6.966    | 0.300 | 13.066  |
| 8     | Кім Хан Сол (KOR)                   | 6.3      | 6.766    |       | 13.066  |